# Abaças
Abaças es una freguesia portuguesa del concelho de Vila Real, con 18,86 km² de superficie y 1.074 habitantes (2001). Su densidad de población es de 56,9 hab/km².